# Johanna Lohm
Johanna Juliana Josefa Lohm född Pechlin von Löwenbach 25 juli 1747, död 8 februari 1834 i Stockholm, var en svensk friherrinna och föreståndare för en pension, en så kallad mamsellskola i Stockholm, som under gustaviansk tid tillhörde de mest ansedda.

## Biografi
Lohm var dotter till den holsteinske ministern i Stockholm, Johann von Pechlin Edler von Löwenbach, som 1743 upphöjdes i tyskt riksfriherrligt stånd med namnet Pechlin von Löwenbach. Hon var syster till den gustavianska generalen Carl Fredrik Pechlin. Hon gifte sig med en överstelöjtnant Carl Johan Lohm. Hon uppfostrades i utlandet, där hon fick en enligt tidens smak "briljant" bildning, och blev känd i societetens sällskapsliv för sin "kvicka och satiriska tunga". 
Då maken dog lämnades hon fattig med två minderåriga barn. Hon försörjdes först av brodern, men då även hans stöd uteblev på grund av hans fall 1792, grundade hon en flickskola i Stockholm, Lohmska pensionen, för "bättre mäns döttrar". Hennes skola ansågs under den gustavianska tiden vara stadens främsta skola för överklassdöttrar, ska ha varit berömd i Sverige och en tid ansågs den obligatorisk för att anses ha fått en god bildning och räknas till gens de qualité. Som pedagog ska hon ha varit sträng och strikt men samvetsgrann. Efter ett femtontal år blev den omodern för överklassen, men den var verksam i många år till, nu som småskola och halvpension för båda könen och inte längre en helpension för överklassdöttrar. Även denna skola upphörde så småningom och krympte bort i takt med Lohms försämrade hälsa och gikt. Hon levde mer och mer till stor del på "vigilans utan återbetalningsskyldighet", lån från bekanta inom societeten hon inte kunde betala tillbaka. Som person ska hon ha varit munter och pratsam, och hon bemöttes med medlidande och respekt på grund av sin höga bildning och ansågs genialisk. 
Hon avled på 1830-talet, då över åttio år gammal, och hennes begravning ska ha bekostats av kungen. Hennes dotter, Johanna (Jeanna) Catharina Lohm (född den 24 november 1779, död den 24 februari 1860), ska ha bringat skolan i vanrykte på grund av sitt ohövliga och arroganta sätt: hon beskrivs som en stolt karaktär som inte kunde bete sig så insmickrande som krävdes mot skolans kunder, och hon levde som fattig och hemlös tiggare på att tillverka lyxartiklar till krimskramsbodar i Stockholm.